# Portole
Portole (in croato Oprtalj) è un comune croato di 862 abitanti, nella Regione istriana, ufficialmente bilingue, italiano e croato.

## Geografia fisica
Il centro cittadino, situato tra i comuni di Grisignana, Montona, Pinguente,  si trova su un colle alto 378 m. Il clima è di tipo subcontinentale, caratterizzato da estati calde e soleggiate ma abbastanza ventilate ed inverni complessivamente miti.

## Storia

### Storia antica, Patriarcato di Aquileia e la Serenissima

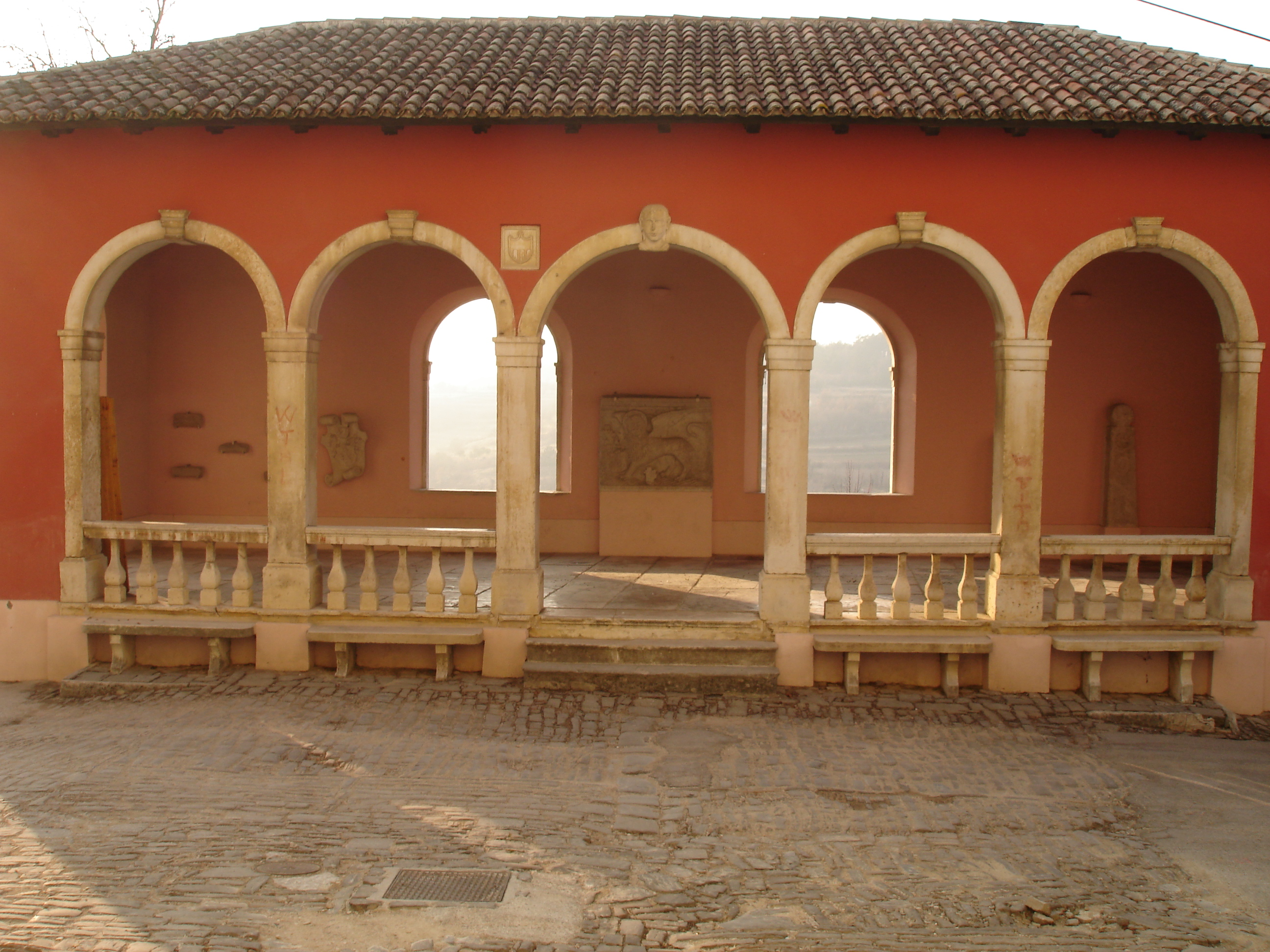
La loggia veneta rinascimentale, con all'interno un Leone di San Marco, simbolo della Serenissima Repubblica di Venezia

Portole fu fondata dai Romani con il nome di Castrum Portulense in Histria. Il primo documento ufficiale nel quale viene citata Portole è datato 1209: in esso la cittadina è elencata tra i territori sotto il dominio del Patriarcato di Aquileia come feudo dell'Abbazia di San Gallo di Moggio Udinese assieme a Dignano. Per quasi trecento anni, i Portolesi furono in conflitto con gli abitanti di Montona per diatribe sui confini territoriali. Nel 1421, il villaggio entrò nel dominio della Serenissima, che ne fece un importante centro della penisola istriana. Nel XV secolo, infatti, la cittadina ebbe una notevole crescita demografica e commerciale, crescita che grazie ai coloni veneziani si protrasse fino alla fine del medioevo.

Con lo scoppio delle guerre di coalizione (1789-1815) e delle campagne militari napoleoniche, Portole cadde nelle mani dei Francesi nel 1805, ed entrò a far parte prima delle province illiriche e poi del Regno Italico, protettorato francese fino al 1814, quando la regione subì una controffensiva austro-russa. Ceduta all'impero austriaco nel 1815, con il congresso di Vienna, che sancì la fine della Serenissima, la cittadina subì una notevole immigrazione slava, che tuttavia non ne turbò l'originario nucleo omogeneo di veneziani e ladini.

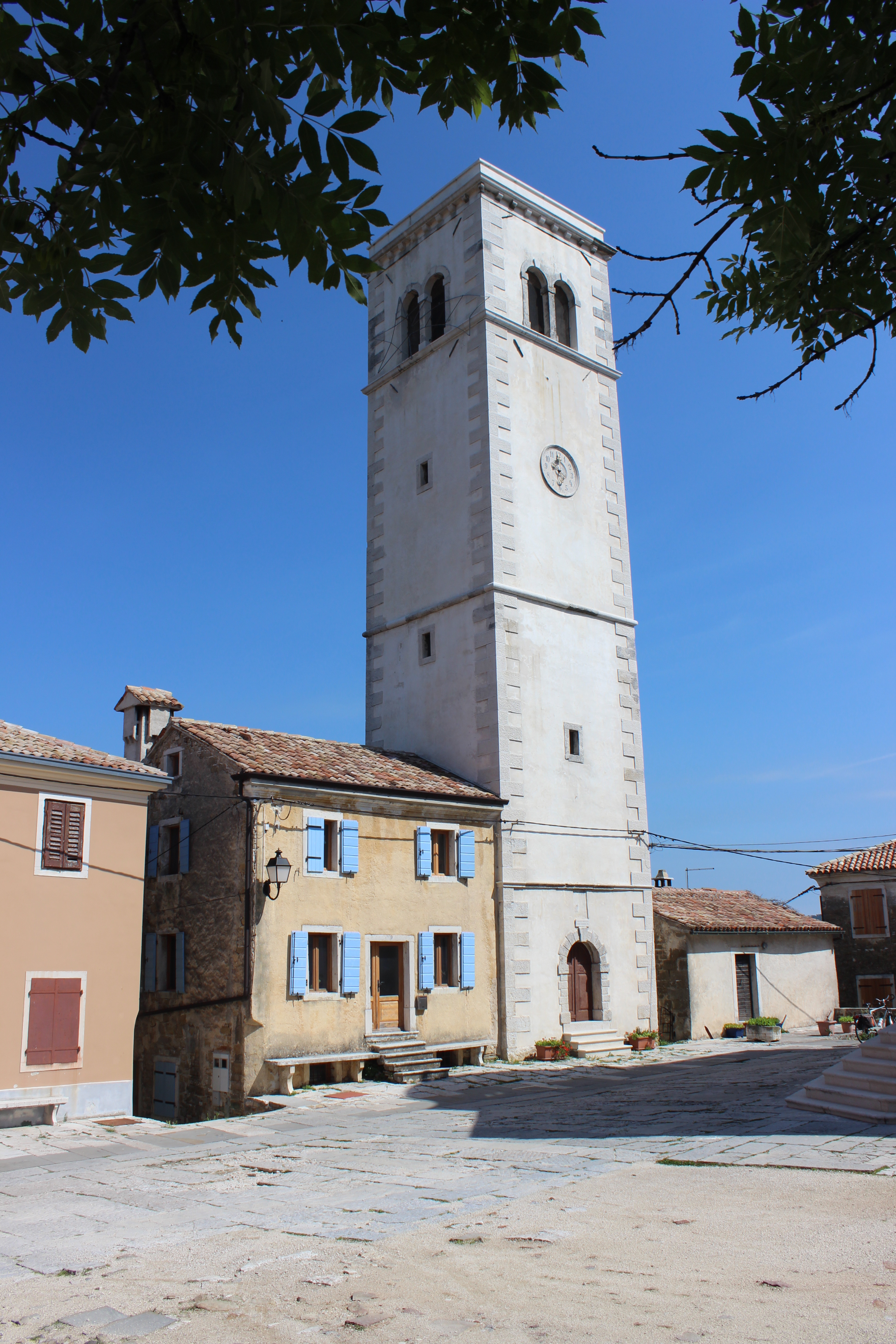
Campanile del Duomo di San Giorgio

### Portole Italiana, l'occupazione tedesca e le incursioni jugoslave

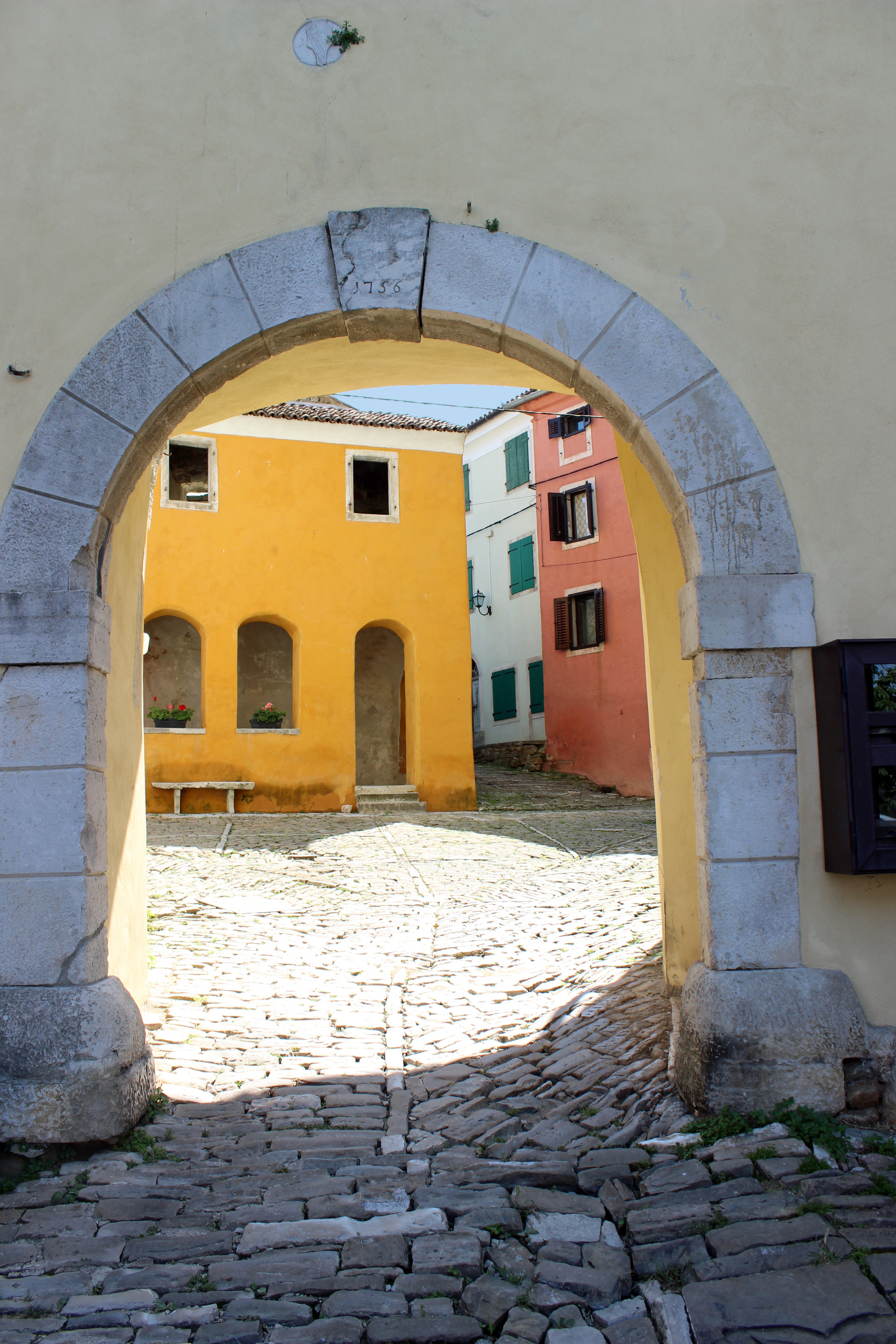
Arco a Portole

Portole rimase austriaca fino alla fine della prima guerra mondiale, quando in base al trattato di Versailles, nel 1919, entrò a far parte dell'Italia insieme a tutta la penisola istriana. Durante la seconda guerra mondiale la città fu vittima di intensi bombardamenti anglo-Americani, e alla notizia dell'armistizio di Cassibile l'8 settembre 1943, venne attaccata dai partigiani comunisti jugoslavi, che indisturbati arrestarono e deportarono molti Portolani e fu poi il 14 ottobre 1943 occupata dai tedeschi, che cacciarono i partigiani e integrarono la città direttamente nel Terzo Reich, pur permettendo la formazione di una milizia armata fascista, sotto il comando del capitano Libero Sauro, figlio del noto martire e l'insediamento nel paese di un distaccamento del reggimento Trieste, al comando del tenente Giovanni Posabella.
Seguirono poi cinque incursioni da parte dei partigiani comunisti Istriani. Una prima la sera del 19 febbraio del 1944, quando una compagnia di partigiani istriani attaccò il municipio del paese, dove erano rimasti solo sei militi Italiani, che esaurite le munizioni si diedero alla fuga, mentre i partigiani incendiarono il municipio, che fu completamente distrutto. Nei giorni successivi i partigiani attaccarono i quartieri di Stridone e Santo Stefano. Ricostituita la guarnigione locale con la III compagnia del reggimento Istria, i partigiani fecero una terza incursione nel paese il 2 giugno 1944, e una quarta il 12 giugno 1944, che finirono entrambe con la ritirata dei partigiani.
Una quinta incursione avvenne il 30 giugno 1944, quando i partigiani Istriani attaccarono la caserma della III compagnia, ma furono respinti da questa. La battaglia finale avvenne il 26 aprile 1945, quando le truppe regolari Jugoslave sconfissero la III compagnia e occuparono il paese.

### Dal secondo dopoguerra ai  nostri giorni
Finita la guerra la città venne ceduta alla Jugoslavia in seguito ai trattati di pace di Parigi del 1947. Sotto il regime jugoslavo a causa del clima di oppressione e a seguito di un'intensa politica di jugoslavizzazione forzata e di sequestro dei beni, non di meno per sfuggire ai massacri delle foibe, molti italiani autoctoni scelsero la strada dell'esodo. Di conseguenza le loro case furono occupate da famiglie croate o slovene provenienti dall'entroterra istriano e da serbi, montenegrini, albanesi e bosniaci provenienti dai Balcani.
Dal 1991 la cittadina fa parte della Croazia. A tutt'oggi, dopo l'esodo della maggioranza italiana, gran parte del centro storico rimane quasi totalmente disabitato, con notevole degrado e rischio di crolli.

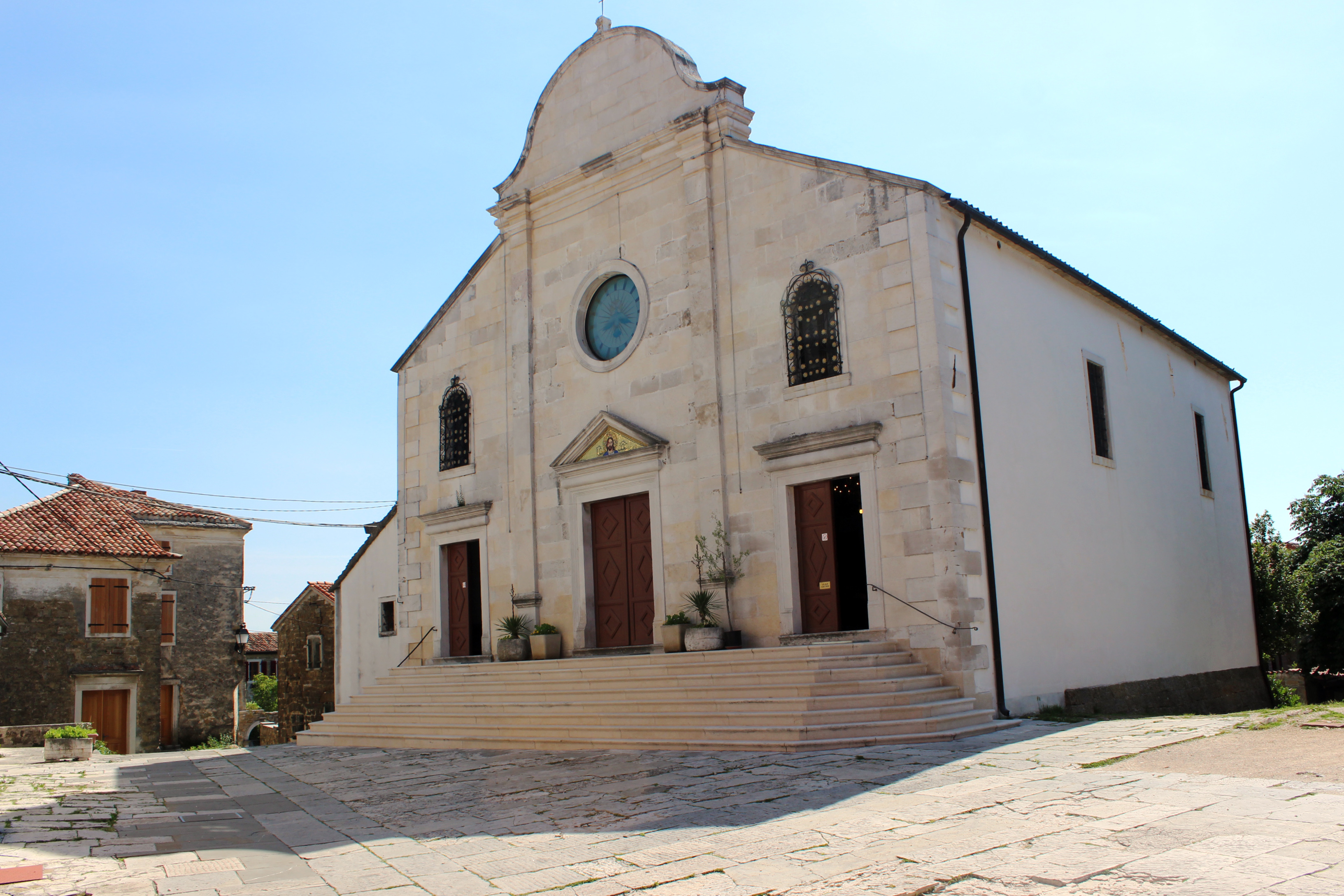
Facciata del Duomo di San Giorgio

### Stemma

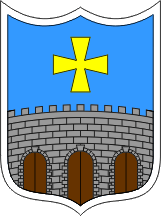
Stemma attuale di Portole

## Società

### La presenza autoctona di italiani
È presente una comunità di italiani autoctoni che rappresentano una minoranza residuale di quelle popolazioni italofone che abitarono per secoli la penisola dell'Istria e le coste e le isole del Quarnaro e della Dalmazia, territori che appartennero alla Repubblica di Venezia. La presenza degli italiani a Portole è drasticamente diminuita in seguito all'esodo giuliano dalmata, che avvenne dopo la seconda guerra mondiale e che fu anche cagionato dai "massacri delle foibe".
Fino alla seconda guerra mondiale, gli italiani rappresentavano la maggioranza della popolazione del comune e del centro urbano. Quest'ultimo dopo l'esodo si trova oggi pressoché disabitato e con quasi tutte le case pericolanti ed in rovina, fatta eccezione per alcune ville periferiche, abitate per lo più da croati. Secondo l'ultimo censimento del 2011 è presente nel comune di Portole una consistente minoranza autoctona di italiani composta da 244 persone, pari al 28,71% della popolazione. Nel comune è presente la Comunità degli Italiani di Levade-Gradigne che aderisce all'Unione Italiana.

### Lingue e dialetti
| %      | Ripartizione linguistica (gruppi principali) |
| ------ | -------------------------------------------- |
| 65,04% | madrelingua croata                           |
| 32,11% | madrelingua italiana                         |
| 1,83%  | madrelingua slovena                          |

| %      | Ripartizione linguistica (gruppi principali) |
| ------ | -------------------------------------------- |
| 67,88% | madrelingua croata                           |
| 28,71% | madrelingua italiana                         |
| 2,12%  | madrelingua slovena                          |

### Evoluzione demografica
(solo a Portole, escluse le frazioni minori)
Abitanti censiti

Il censimento austriaco del 1910 registrava nel comune catastale di Portole 3 371 abitanti, dei quali 2314 italiani, 965 serbocroati e 85 sloveni.

### Religione
|                         |                         |  |     |     |
| ----------------------- | ----------------------- |  | --- | --- |
| Cristianesimo cattolico | Cristianesimo cattolico |  | 91% | 91% |
| Atei                    | Atei                    |  | 3%  | 3%  |
| Sconosciuta             | Sconosciuta             |  | 4%  | 4%  |

## Geografia antropica

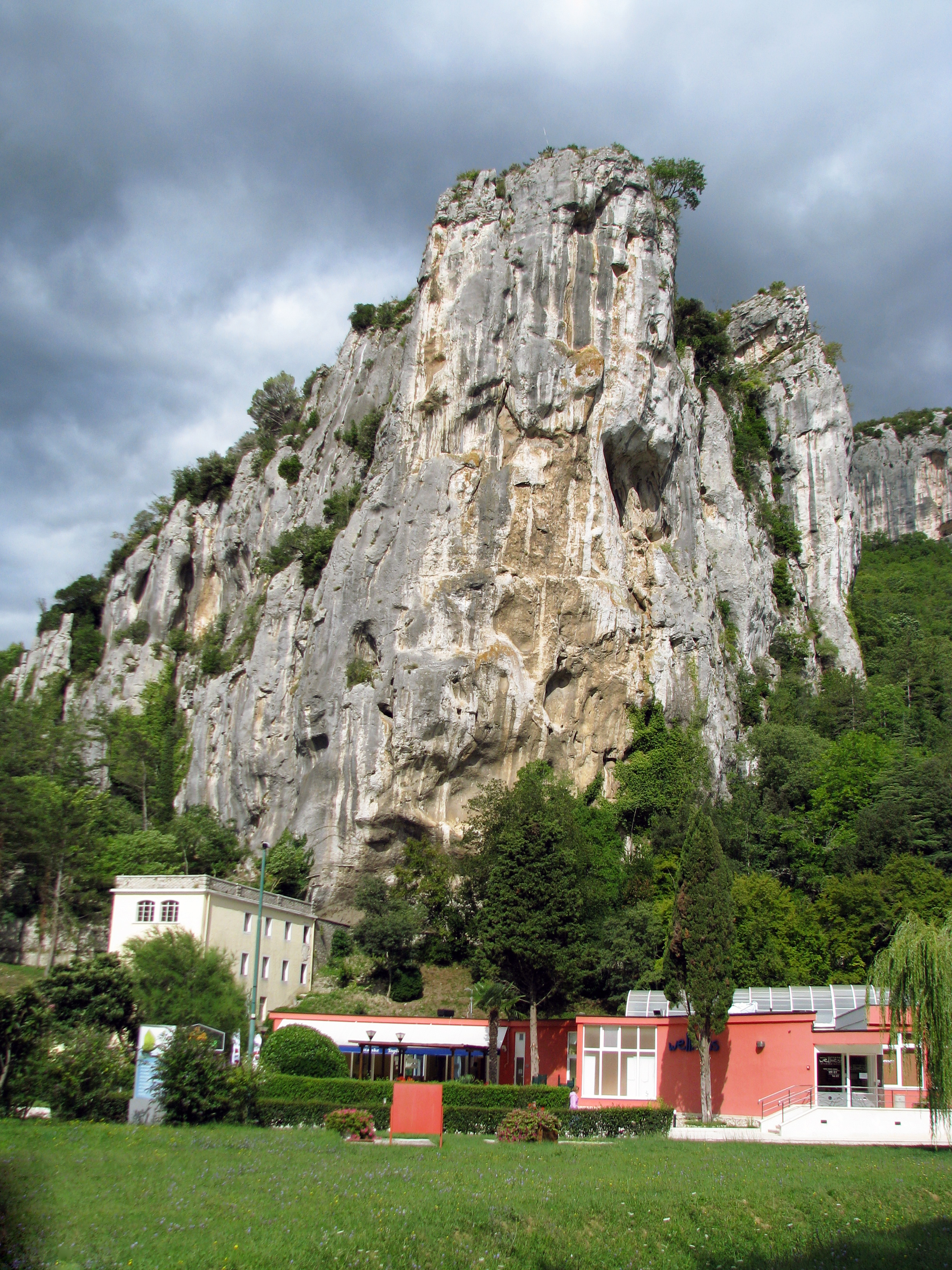
Veduta su uno stabilimento termale della frazione di Gradigne

### Frazioni
Il comune di Portole è diviso in 16 frazioni:
- Benzani (Bencani)
- Craici (Krajići)
- Ceppich (Čepić)
- Golobici (Golubići)
- Gradigne (Gradinje)
- Ipsi (Ipši)
- Levade (Livade)
- Monti di Visintini (Vižintini Vrhi)
- Perelici (Pirelići)
- Portole (Oprtalj), capoluogo e sede comunale
- San Giovanni (Sveti Ivan)
- Santa Lucia (Sveta Lucija)
- Sorghi (Šorgi)
- Stridone (Zrenj)
- Visintini (Vižintini)
- Znidarici (Žnjidarići)